# Gartloch
Gartloch är en by i Glasgow City i Skottland. Byn är belägen 9 km 
från Glasgow. Orten har 530 invånare (2016).